# Bout-du-Pont-de-Larn
Bout-du-Pont-de-Larn is een gemeente in het Franse departement Tarn (regio Occitanie) en telt 1070 inwoners (1999). De plaats maakt deel uit van het arrondissement Castres.

## Geografie
De oppervlakte van Bout-du-Pont-de-Larn bedraagt 7,6 km², de bevolkingsdichtheid is 140,8 inwoners per km².

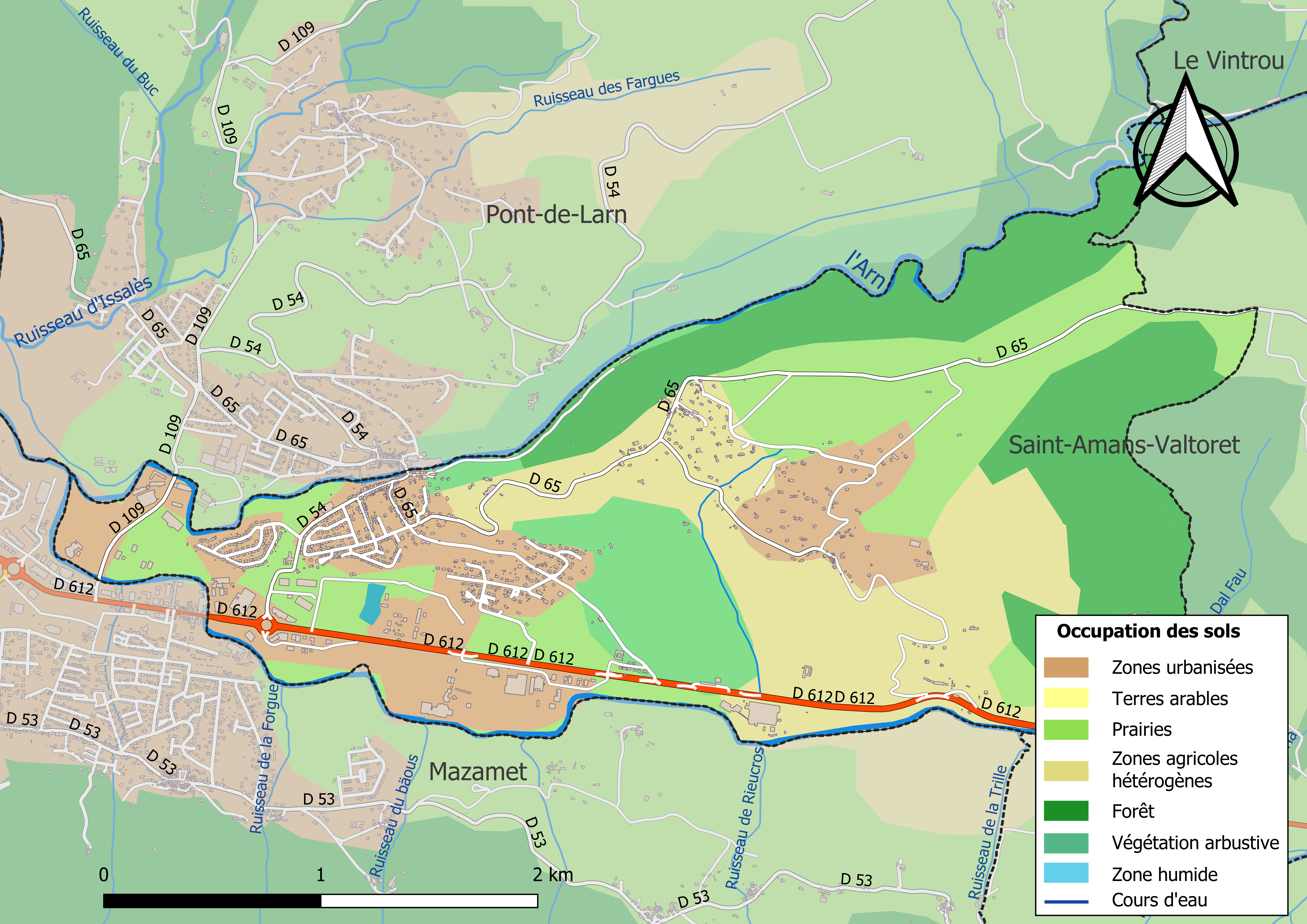
Kaart van de gemeente met de belangrijkste infrastructuur, bodemgebruik en omliggende gemeenten

## Demografie
Onderstaande figuur toont het verloop van het inwonertal (bron: INSEE-tellingen).